# 2024–2025-ös EHF-bajnokok ligája (csoportkör)
Ez a cikk ismerteti a 2024–2025-ös EHF-bajnokok ligája csoportkörének az eredményeit.

## Formátum
A csoportkörbe jutott 16 csapatot két csoportba sorolták. A csoportokból a csoportgyőztes és a második helyezett egyből a negyeddöntőbe jut, a 3-6. helyezettek pedig a nyolcaddöntőbe.
Azonos pontszám esetén az alábbiak szerint döntik el a sorrendet:
1. Egymás elleni mérkőzéseken szerzett több pont,
2. Egymás elleni mérkőzések alapján számolt gólkülönbség,
3. Egymás elleni mérkőzéseken lőtt több gól,
4. A csoport összes meccse alapján számolt gólkülönbség,
5. A csoportban lőtt gólok száma,
6. Sorsolás.

## Kiemelés
A csoportkör sorsolását 2024. június 27-én tartották Bécsben. A 16 csapatot két csoportba sorsolták három kalapból. Az első kalapból három csapatot az A csoportba, három csapatot a B csoportba sorsoltak. A kettes kalapban olyan országok második csapata szerepelt, amelyeknek az első csapata az 1-es kalapban voltak, így mivel egy ország két csapata nem kerülhet ugyanabba a csoportba, a 2-es kalap csapatait sorsolás nélkül be tudták sorolni a megfelelő csoportba. A 3-as kalapból pedig három csapatot az A csoportba, kettőt pedig a B csoportba sorsoltak.
| 1-es kalap                                                                     | 2-es kalap                                                                      | 3-as kalap                                                                   |
| ------------------------------------------------------------------------------ | ------------------------------------------------------------------------------- | ---------------------------------------------------------------------------- |
| Barcelona SC Magdeburg Wisła Płock Aalborg One Veszprém KC Paris Saint-Germain | Füchse Berlin Vive Targi Kielce Fredericia HK OTP Bank - Pick Szeged HBC Nantes | CS Dinamo București Zagreb Sporting CP Kolstad Håndball RK Eurofarm Pelister |

## Csoportkör

### A csoport
| #  | Csapat               | M  | Gy | D | V  | G+  | G–  | Gk  | P  |
| -- | -------------------- | -- | -- | - | -- | --- | --- | --- | -- |
| 1. | One Veszprém KC      | 14 | 12 | 0 | 2  | 468 | 408 | +60 | 24 |
| 2. | Sporting CP          | 14 | 8  | 2 | 4  | 454 | 399 | +55 | 18 |
| 3. | Füchse Berlin        | 14 | 9  | 0 | 5  | 469 | 440 | +29 | 18 |
| 4. | Paris Saint-Germain  | 14 | 9  | 0 | 5  | 462 | 456 | +6  | 18 |
| 5. | CS Dinamo București  | 14 | 6  | 0 | 8  | 426 | 439 | –13 | 12 |
| 6. | Wisła Płock          | 14 | 5  | 1 | 8  | 370 | 366 | +4  | 11 |
| 7. | RK Eurofarm Pelister | 14 | 3  | 2 | 9  | 346 | 406 | –60 | 8  |
| 8. | Fredericia HK        | 14 | 1  | 1 | 12 | 395 | 476 | –81 | 3  |

| 2024. szeptember 11. 20:45 | Paris Saint-Germain | 31–29       | RK Eurofarm Pelister | Halle Georges Carpentier, Párizs Nézőszám: 1350 Játékvezetők: Bíró, Kiss (HUN) |
| 2024. szeptember 11. 20:45 | Syprzak 11          | (18–13)     | Kuzmanovszki 8       | Halle Georges Carpentier, Párizs Nézőszám: 1350 Játékvezetők: Bíró, Kiss (HUN) |
| 2024. szeptember 11. 20:45 | 2×                  | Jegyzőkönyv | 4×                   | Halle Georges Carpentier, Párizs Nézőszám: 1350 Játékvezetők: Bíró, Kiss (HUN) |

| 2024. szeptember 11. 20:45 | Sporting CP | 34–29       | Wisła Płock | Pavilhão João Rocha, Lisszabon Nézőszám: 1844 Játékvezetők: Hansen, Madsen (DEN) |
| 2024. szeptember 11. 20:45 | M. Costa 10 | (17–14)     | Daszek 7    | Pavilhão João Rocha, Lisszabon Nézőszám: 1844 Játékvezetők: Hansen, Madsen (DEN) |
| 2024. szeptember 11. 20:45 | 6×          | Jegyzőkönyv | 4×          | Pavilhão João Rocha, Lisszabon Nézőszám: 1844 Játékvezetők: Hansen, Madsen (DEN) |

| 2024. szeptember 12. 18:45 | CS Dinamo București | 37–28       | Fredericia HK | Dinamo Polyvalent Hall, Bukarest Nézőszám: 4100 Játékvezetők: Konjičanin, Konjičanin (BIH) |
| 2024. szeptember 12. 18:45 | Þrastarson 6        | (18–14)     | Henneberg 8   | Dinamo Polyvalent Hall, Bukarest Nézőszám: 4100 Játékvezetők: Konjičanin, Konjičanin (BIH) |
| 2024. szeptember 12. 18:45 | 3×                  | Jegyzőkönyv | 1× 1×         | Dinamo Polyvalent Hall, Bukarest Nézőszám: 4100 Játékvezetők: Konjičanin, Konjičanin (BIH) |

| 2024. szeptember 12. 20:45 | Füchse Berlin | 31–32       | One Veszprém KC | Max-Schmeling-Halle, Berlin Nézőszám: 7019 Játékvezetők: Nikolov, Nachevski (MKD) |
| 2024. szeptember 12. 20:45 | Gidsel 10     | (16–16)     | Remili 11       | Max-Schmeling-Halle, Berlin Nézőszám: 7019 Játékvezetők: Nikolov, Nachevski (MKD) |
| 2024. szeptember 12. 20:45 | 2× 1×         | Jegyzőkönyv | 2×              | Max-Schmeling-Halle, Berlin Nézőszám: 7019 Játékvezetők: Nikolov, Nachevski (MKD) |

| 2024. szeptember 18. 18:45 | Wisła Płock | 26–28       | CS Dinamo București | Orlen Arena, Płock Nézőszám: 3900 Játékvezetők: Pavićević, Ražnatović (MNE) |
| 2024. szeptember 18. 18:45 | Daszek 7    | (11–12)     | Kašpárek 5          | Orlen Arena, Płock Nézőszám: 3900 Játékvezetők: Pavićević, Ražnatović (MNE) |
| 2024. szeptember 18. 18:45 | 2×          | Jegyzőkönyv | 4×                  | Orlen Arena, Płock Nézőszám: 3900 Játékvezetők: Pavićević, Ražnatović (MNE) |

| 2024. szeptember 18. 20:45 | RK Eurofarm Pelister | 22–30       | Füchse Berlin       | Szportszka szala Boro Csurlevszki, Bitola Nézőszám: 3000 Játékvezetők: Kurtagic, Wetterwik (SWE) |
| 2024. szeptember 18. 20:45 | Radivojević 5        | (9–15)      | Andersson, Gidsel 6 | Szportszka szala Boro Csurlevszki, Bitola Nézőszám: 3000 Játékvezetők: Kurtagic, Wetterwik (SWE) |
| 2024. szeptember 18. 20:45 | 2×                   | Jegyzőkönyv | 2×                  | Szportszka szala Boro Csurlevszki, Bitola Nézőszám: 3000 Játékvezetők: Kurtagic, Wetterwik (SWE) |

| 2024. szeptember 19. 18:45 | One Veszprém KC | 41–28       | Paris Saint-Germain | Veszprém Aréna, Veszprém Nézőszám: 5024 Játékvezetők: Jørum, Kleven (NOR) |
| 2024. szeptember 19. 18:45 | Vajlupav 8      | (18–15)     | Solé, Syprzak 5     | Veszprém Aréna, Veszprém Nézőszám: 5024 Játékvezetők: Jørum, Kleven (NOR) |
| 2024. szeptember 19. 18:45 | 2×              | Jegyzőkönyv | 1×                  | Veszprém Aréna, Veszprém Nézőszám: 5024 Játékvezetők: Jørum, Kleven (NOR) |

| 2024. szeptember 19. 18:45 | Fredericia HK | 19–37       | Sporting CP | Arena Fyn, Odense Nézőszám: 2045 Játékvezetők: Marín, García (ESP) |
| 2024. szeptember 19. 18:45 | Balstad 4     | (8–17)      | F. Costa 6  | Arena Fyn, Odense Nézőszám: 2045 Játékvezetők: Marín, García (ESP) |
| 2024. szeptember 19. 18:45 | 1×            | Jegyzőkönyv | 1× 1×       | Arena Fyn, Odense Nézőszám: 2045 Játékvezetők: Marín, García (ESP) |

| 2024. szeptember 25. 20:45 | Sporting CP | 39–30       | One Veszprém KC | Pavilhão João Rocha, Lisszabon Nézőszám: 2636 Játékvezetők: Brkic, Jusufhodzic (AUT) |
| 2024. szeptember 25. 20:45 | F. Costa 7  | (23–17)     | Remili 7        | Pavilhão João Rocha, Lisszabon Nézőszám: 2636 Játékvezetők: Brkic, Jusufhodzic (AUT) |
| 2024. szeptember 25. 20:45 | 4× 1×       | Jegyzőkönyv | 2× 1×           | Pavilhão João Rocha, Lisszabon Nézőszám: 2636 Játékvezetők: Brkic, Jusufhodzic (AUT) |

| 2024. szeptember 26. 18:45 | Fredericia HK | 32–38       | Füchse Berlin | Arena Fyn, Odense Nézőszám: 3145 Játékvezetők: Horváth, Marton (HUN) |
| 2024. szeptember 26. 18:45 | Pevnov 6      | (17–17)     | Andersson 8   | Arena Fyn, Odense Nézőszám: 3145 Játékvezetők: Horváth, Marton (HUN) |
| 2024. szeptember 26. 18:45 | 3×            | Jegyzőkönyv | 4×            | Arena Fyn, Odense Nézőszám: 3145 Játékvezetők: Horváth, Marton (HUN) |

| 2024. szeptember 26. 18:45 | CS Dinamo București | 34–25       | RK Eurofarm Pelister | Dinamo Polyvalent Hall, Bukarest Nézőszám: 4300 Játékvezetők: Kull, Tint (EST) |
| 2024. szeptember 26. 18:45 | Rosta 7             | (19–13)     | Kuzmanovszki 9       | Dinamo Polyvalent Hall, Bukarest Nézőszám: 4300 Játékvezetők: Kull, Tint (EST) |
| 2024. szeptember 26. 18:45 | 3×                  | Jegyzőkönyv | 4× 2× 1×             | Dinamo Polyvalent Hall, Bukarest Nézőszám: 4300 Játékvezetők: Kull, Tint (EST) |

| 2024. szeptember 26. 20:45 | Wisła Płock | 23–24       | Paris Saint-Germain | Orlen Arena, Płock Nézőszám: 5247 Játékvezetők: Elíasson, Pálsson (ISL) |
| 2024. szeptember 26. 20:45 | Daszek 8    | (13–13)     | Syprzak 7           | Orlen Arena, Płock Nézőszám: 5247 Játékvezetők: Elíasson, Pálsson (ISL) |
| 2024. szeptember 26. 20:45 | 4× 2×       | Jegyzőkönyv | 5× 1×               | Orlen Arena, Płock Nézőszám: 5247 Játékvezetők: Elíasson, Pálsson (ISL) |

| 2024. október 9. 20:45 | Paris Saint-Germain | 38–30       | Fredericia HK | Halle Georges Carpentier, Párizs Nézőszám: 2627 Játékvezetők: Pavićević, Ražnatović (MNE) |
| 2024. október 9. 20:45 | Prandi 9            | (18–15)     | Bisgaard 7    | Halle Georges Carpentier, Párizs Nézőszám: 2627 Játékvezetők: Pavićević, Ražnatović (MNE) |
| 2024. október 9. 20:45 | 1×                  | Jegyzőkönyv | 1×            | Halle Georges Carpentier, Párizs Nézőszám: 2627 Játékvezetők: Pavićević, Ražnatović (MNE) |

| 2024. október 9. 20:45 | RK Eurofarm Pelister | 24–24       | Sporting CP        | Szportszka szala Boro Csurlevszki, Bitola Nézőszám: 3000 Játékvezetők: Horváth, Marton (HUN) |
| 2024. október 9. 20:45 | három játékos 5      | (15–13)     | Aregay, Salvador 5 | Szportszka szala Boro Csurlevszki, Bitola Nézőszám: 3000 Játékvezetők: Horváth, Marton (HUN) |
| 2024. október 9. 20:45 | 3× 1×                | Jegyzőkönyv | 1×                 | Szportszka szala Boro Csurlevszki, Bitola Nézőszám: 3000 Játékvezetők: Horváth, Marton (HUN) |

| 2024. október 10. 18:45 | One Veszprém KC | 36–24       | CS Dinamo București | Veszprém Aréna, Veszprém Nézőszám: 4800 Játékvezetők: Kurtagic, Wetterwik (SWE) |
| 2024. október 10. 18:45 | Remili 6        | (19–11)     | Langaro 6           | Veszprém Aréna, Veszprém Nézőszám: 4800 Játékvezetők: Kurtagic, Wetterwik (SWE) |
| 2024. október 10. 18:45 | 3×              | Jegyzőkönyv | 2× 1×               | Veszprém Aréna, Veszprém Nézőszám: 4800 Játékvezetők: Kurtagic, Wetterwik (SWE) |

| 2024. október 10. 18:45 | Füchse Berlin      | 25–24       | Wisła Płock | Max-Schmeling-Halle, Berlin Nézőszám: 5696 Játékvezetők: Gasmi, Gasmi (FRA) |
| 2024. október 10. 18:45 | Gidsel, Marsenić 6 | (12–12)     | Cokan 5     | Max-Schmeling-Halle, Berlin Nézőszám: 5696 Játékvezetők: Gasmi, Gasmi (FRA) |
| 2024. október 10. 18:45 | 4× 1×              | Jegyzőkönyv | 5× 1×       | Max-Schmeling-Halle, Berlin Nézőszám: 5696 Játékvezetők: Gasmi, Gasmi (FRA) |

| 2024. október 17. 18:45 | One Veszprém KC | 34–32       | Fredericia HK | Veszprém Aréna, Veszprém Nézőszám: 4496 Játékvezetők: Merz, Kuttler (GER) |
| 2024. október 17. 18:45 | Remili 9        | (16–12)     | Bisgaard 7    | Veszprém Aréna, Veszprém Nézőszám: 4496 Játékvezetők: Merz, Kuttler (GER) |
| 2024. október 17. 18:45 | 1×              | Jegyzőkönyv | 4× 2× 1×      | Veszprém Aréna, Veszprém Nézőszám: 4496 Játékvezetők: Merz, Kuttler (GER) |

| 2024. október 17. 20:45 | Wisła Płock | 26–18       | RK Eurofarm Pelister | Orlen Arena, Płock Nézőszám: 3961 Játékvezetők: Konjičanin, Konjičanin (BIH) |
| 2024. október 17. 20:45 | Mihić 8     | (13–11)     | Kuzmanovszki 5       | Orlen Arena, Płock Nézőszám: 3961 Játékvezetők: Konjičanin, Konjičanin (BIH) |
| 2024. október 17. 20:45 | 2×          | Jegyzőkönyv | 6×                   | Orlen Arena, Płock Nézőszám: 3961 Játékvezetők: Konjičanin, Konjičanin (BIH) |

| 2024. október 17. 20:45 | Paris Saint-Germain | 35–32       | CS Dinamo București    | Halle Georges Carpentier, Párizs Nézőszám: 1856 Játékvezetők: Lah, Sok (SLO) |
| 2024. október 17. 20:45 | Prandi 9            | (21–19)     | Þrastarson, Ali Zein 5 | Halle Georges Carpentier, Párizs Nézőszám: 1856 Játékvezetők: Lah, Sok (SLO) |
| 2024. október 17. 20:45 | 2×                  | Jegyzőkönyv | 5× 1×                  | Halle Georges Carpentier, Párizs Nézőszám: 1856 Játékvezetők: Lah, Sok (SLO) |

| 2024. október 17. 20:45 | Sporting CP            | 35–33       | Füchse Berlin   | Pavilhão João Rocha, Lisszabon Nézőszám: 2856 Játékvezetők: Elíasson, Pálsson (ISL) |
| 2024. október 17. 20:45 | Þorkelsson, M. Costa 8 | (21–19)     | három játékos 7 | Pavilhão João Rocha, Lisszabon Nézőszám: 2856 Játékvezetők: Elíasson, Pálsson (ISL) |
| 2024. október 17. 20:45 | 6×                     | Jegyzőkönyv | 3× 1×           | Pavilhão João Rocha, Lisszabon Nézőszám: 2856 Játékvezetők: Elíasson, Pálsson (ISL) |

| 2024. október 23. 18:45 | Fredericia HK | 28–25       | Wisła Płock        | Arena Fyn, Odense Nézőszám: 1764 Játékvezetők: Boričić, Marković (SRB) |
| 2024. október 23. 18:45 | Moberg 9      | (13–11)     | Fazekas, Zarabec 5 | Arena Fyn, Odense Nézőszám: 1764 Játékvezetők: Boričić, Marković (SRB) |
| 2024. október 23. 18:45 | 7× 1×         | Jegyzőkönyv | 4× 2×              | Arena Fyn, Odense Nézőszám: 1764 Játékvezetők: Boričić, Marković (SRB) |

| 2024. október 23. 18:45 | CS Dinamo București | 33–29       | Sporting CP  | Dinamo Polyvalent Hall, Bukarest Nézőszám: 4100 Játékvezetők: Jørum, Kleven (NOR) |
| 2024. október 23. 18:45 | három játékos 6     | (13–15)     | Þorkelsson 6 | Dinamo Polyvalent Hall, Bukarest Nézőszám: 4100 Játékvezetők: Jørum, Kleven (NOR) |
| 2024. október 23. 18:45 | 2× 1×               | Jegyzőkönyv | 2× 1×        | Dinamo Polyvalent Hall, Bukarest Nézőszám: 4100 Játékvezetők: Jørum, Kleven (NOR) |

| 2024. október 24. 18:45 | Füchse Berlin | 38–40       | Paris Saint-Germain | Max-Schmeling-Halle, Berlin Nézőszám: 8525 Játékvezetők: Marín, García (ESP) |
| 2024. október 24. 18:45 | Gidsel 10     | (20–20)     | Prandi 9            | Max-Schmeling-Halle, Berlin Nézőszám: 8525 Játékvezetők: Marín, García (ESP) |
| 2024. október 24. 18:45 | 5× 1×         | Jegyzőkönyv | 3×                  | Max-Schmeling-Halle, Berlin Nézőszám: 8525 Játékvezetők: Marín, García (ESP) |

| 2024. október 24. 20:45 | RK Eurofarm Pelister | 23–30       | One Veszprém KC | Szportszka szala Boro Csurlevszki, Bitola Nézőszám: 2850 Játékvezetők: Sekulić, Jovandić (SRB) |
| 2024. október 24. 20:45 | Kuzmanovszki 7       | (12–17)     | Cindrić 8       | Szportszka szala Boro Csurlevszki, Bitola Nézőszám: 2850 Játékvezetők: Sekulić, Jovandić (SRB) |
| 2024. október 24. 20:45 | 3×                   | Jegyzőkönyv | 3× 1×           | Szportszka szala Boro Csurlevszki, Bitola Nézőszám: 2850 Játékvezetők: Sekulić, Jovandić (SRB) |

| 2024. október 30. 20:45 | Wisła Płock | 24–27       | One Veszprém KC | Orlen Arena, Płock Nézőszám: 4783 Játékvezetők: Horáček, Novotný (CZE) |
| 2024. október 30. 20:45 | Zarabec 10  | (10–12)     | Elísson 7       | Orlen Arena, Płock Nézőszám: 4783 Játékvezetők: Horáček, Novotný (CZE) |
| 2024. október 30. 20:45 | 1×          | Jegyzőkönyv | 2× 1×           | Orlen Arena, Płock Nézőszám: 4783 Játékvezetők: Horáček, Novotný (CZE) |

| 2024. október 30. 20:45 | Paris Saint-Germain | 30–28       | Sporting CP | Halle Georges Carpentier, Párizs Nézőszám: 3180 Játékvezetők: Kurtagic, Wetterwik (SWE) |
| 2024. október 30. 20:45 | három játékos 6     | (16–14)     | Aregay 6    | Halle Georges Carpentier, Párizs Nézőszám: 3180 Játékvezetők: Kurtagic, Wetterwik (SWE) |
| 2024. október 30. 20:45 | 1×                  | Jegyzőkönyv | 3×          | Halle Georges Carpentier, Párizs Nézőszám: 3180 Játékvezetők: Kurtagic, Wetterwik (SWE) |

| 2024. október 31. 18:45 | Fredericia HK | 23–25       | RK Eurofarm Pelister | Arena Fyn, Odense Nézőszám: 1780 Játékvezetők: Schulze, Tönnies (GER) |
| 2024. október 31. 18:45 | Andersen 4    | (12–9)      | Kuzmanovszki 5       | Arena Fyn, Odense Nézőszám: 1780 Játékvezetők: Schulze, Tönnies (GER) |
| 2024. október 31. 18:45 | 2× 2×         | Jegyzőkönyv | 4× 1×                | Arena Fyn, Odense Nézőszám: 1780 Játékvezetők: Schulze, Tönnies (GER) |

| 2024. október 31. 18:45 | CS Dinamo București | 38–31       | Füchse Berlin | Dinamo Polyvalent Hall, Bukarest Nézőszám: 4400 Játékvezetők: Hansen, Madsen (DEN) |
| 2024. október 31. 18:45 | Langaro, Lumbroso 5 | (18–19)     | Andersson 8   | Dinamo Polyvalent Hall, Bukarest Nézőszám: 4400 Játékvezetők: Hansen, Madsen (DEN) |
| 2024. október 31. 18:45 | 1×                  | Jegyzőkönyv | 1× 1×         | Dinamo Polyvalent Hall, Bukarest Nézőszám: 4400 Játékvezetők: Hansen, Madsen (DEN) |

| 2024. november 20. 20:45 | Sporting CP | 39–28       | Paris Saint-Germain | Pavilhão João Rocha, Lisszabon Nézőszám: 2683 Játékvezetők: Mitrevski, Todorovski (MKD) |
| 2024. november 20. 20:45 | M. Costa 9  | (16–15)     | Holm 6              | Pavilhão João Rocha, Lisszabon Nézőszám: 2683 Játékvezetők: Mitrevski, Todorovski (MKD) |
| 2024. november 20. 20:45 | 3× 1×       | Jegyzőkönyv | 2× 1×               | Pavilhão João Rocha, Lisszabon Nézőszám: 2683 Játékvezetők: Mitrevski, Todorovski (MKD) |

| 2024. november 20. 20:45 | RK Eurofarm Pelister | 29–29       | Fredericia HK | Szportszka szala Boro Csurlevszki, Bitola Nézőszám: 3000 Játékvezetők: Lah, Sok (SLO) |
| 2024. november 20. 20:45 | Radivojević 7        | (13–16)     | Martinusen 7  | Szportszka szala Boro Csurlevszki, Bitola Nézőszám: 3000 Játékvezetők: Lah, Sok (SLO) |
| 2024. november 20. 20:45 | 2× 1×                | Jegyzőkönyv | 4× 2× 1×      | Szportszka szala Boro Csurlevszki, Bitola Nézőszám: 3000 Játékvezetők: Lah, Sok (SLO) |

| 2024. november 21. 18:45 | One Veszprém KC      | 30–26       | Wisła Płock | Veszprém Aréna, Veszprém Nézőszám: 4500 Játékvezetők: Marín, García (ESP) |
| 2024. november 21. 18:45 | Remili, Pálmarsson 6 | (17–13)     | Zarabec 7   | Veszprém Aréna, Veszprém Nézőszám: 4500 Játékvezetők: Marín, García (ESP) |
| 2024. november 21. 18:45 | 3×                   | Jegyzőkönyv | 3×          | Veszprém Aréna, Veszprém Nézőszám: 4500 Játékvezetők: Marín, García (ESP) |

| 2024. november 21. 18:45 | Füchse Berlin | 38–29       | CS Dinamo București | Max-Schmeling-Halle, Berlin Nézőszám: 6444 Játékvezetők: Martins, Martins (POR) |
| 2024. november 21. 18:45 | Gidsel 7      | (22–14)     | három játékos 6     | Max-Schmeling-Halle, Berlin Nézőszám: 6444 Játékvezetők: Martins, Martins (POR) |
| 2024. november 21. 18:45 | 1×            | Jegyzőkönyv | 3× 1×               | Max-Schmeling-Halle, Berlin Nézőszám: 6444 Játékvezetők: Martins, Martins (POR) |

| 2024. november 28. 18:45 | Wisła Płock | 30–21       | Fredericia HK | Orlen Arena, Płock Nézőszám: 4100 Játékvezetők: Bíró, Kiss (HUN) |
| 2024. november 28. 18:45 | Zarabec 8   | (14–9)      | Martinusen 4  | Orlen Arena, Płock Nézőszám: 4100 Játékvezetők: Bíró, Kiss (HUN) |
| 2024. november 28. 18:45 | 1×          | Jegyzőkönyv | 3×            | Orlen Arena, Płock Nézőszám: 4100 Játékvezetők: Bíró, Kiss (HUN) |

| 2024. november 28. 18:45 | One Veszprém KC        | 33–26       | RK Eurofarm Pelister | Veszprém Aréna, Veszprém Nézőszám: 4343 Játékvezetők: Bolic, Hurich (AUT) |
| 2024. november 28. 18:45 | Fabregas, Koszorotov 7 | (20–11)     | Kuzmanovszki 6       | Veszprém Aréna, Veszprém Nézőszám: 4343 Játékvezetők: Bolic, Hurich (AUT) |
| 2024. november 28. 18:45 | 2× 1×                  | Jegyzőkönyv | 1×                   | Veszprém Aréna, Veszprém Nézőszám: 4343 Játékvezetők: Bolic, Hurich (AUT) |

| 2024. november 28. 20:45 | Paris Saint-Germain | 34–37       | Füchse Berlin | Halle Georges Carpentier, Párizs Nézőszám: 3201 Játékvezetők: Erdoğan, Özdeniz (TUR) |
| 2024. november 28. 20:45 | Syprzak 7           | (18–19)     | Andersson 13  | Halle Georges Carpentier, Párizs Nézőszám: 3201 Játékvezetők: Erdoğan, Özdeniz (TUR) |
| 2024. november 28. 20:45 | 3×                  | Jegyzőkönyv | 2×            | Halle Georges Carpentier, Párizs Nézőszám: 3201 Játékvezetők: Erdoğan, Özdeniz (TUR) |

| 2024. november 28. 20:45 | Sporting CP          | 34–25       | CS Dinamo București | Pavilhão João Rocha, Lisszabon Nézőszám: 2297 Játékvezetők: Schulze, Tönnies (GER) |
| 2024. november 28. 20:45 | F. Costa, M. Costa 8 | (20–11)     | Gomes 6             | Pavilhão João Rocha, Lisszabon Nézőszám: 2297 Játékvezetők: Schulze, Tönnies (GER) |
| 2024. november 28. 20:45 | 2×                   | Jegyzőkönyv | 7×                  | Pavilhão João Rocha, Lisszabon Nézőszám: 2297 Játékvezetők: Schulze, Tönnies (GER) |

| 2024. december 4. 18:45 | Fredericia HK | 31–40       | One Veszprém KC | Arena Fyn, Odense Nézőszám: 2180 Játékvezetők: Budzák, Záhradník (SVK) |
| 2024. december 4. 18:45 | Taboada 7     | (15–20)     | Remili 10       | Arena Fyn, Odense Nézőszám: 2180 Játékvezetők: Budzák, Záhradník (SVK) |
| 2024. december 4. 18:45 | 1×            | Jegyzőkönyv | 1×              | Arena Fyn, Odense Nézőszám: 2180 Játékvezetők: Budzák, Záhradník (SVK) |

| 2024. december 4. 20:45 | RK Eurofarm Pelister | 21–18       | Wisła Płock | Szportszka szala Boro Csurlevszki, Bitola Nézőszám: 3000 Játékvezetők: Erdoğan, Özdeniz (TUR) |
| 2024. december 4. 20:45 | Kuzmanovszki 7       | (12–10)     | Zarabec 6   | Szportszka szala Boro Csurlevszki, Bitola Nézőszám: 3000 Játékvezetők: Erdoğan, Özdeniz (TUR) |
| 2024. december 4. 20:45 | 4× 1×                | Jegyzőkönyv | 2×          | Szportszka szala Boro Csurlevszki, Bitola Nézőszám: 3000 Játékvezetők: Erdoğan, Özdeniz (TUR) |

| 2024. december 5. 18:45 | CS Dinamo București | 33–40       | Paris Saint-Germain | Dinamo Polyvalent Hall, Bukarest Nézőszám: 5000 Játékvezetők: Boričić, Marković (SRB) |
| 2024. december 5. 18:45 | Zein 7              | (14–21)     | Jahja 8             | Dinamo Polyvalent Hall, Bukarest Nézőszám: 5000 Játékvezetők: Boričić, Marković (SRB) |
| 2024. december 5. 18:45 | 2× 1×               | Jegyzőkönyv | 3× 1×               | Dinamo Polyvalent Hall, Bukarest Nézőszám: 5000 Játékvezetők: Boričić, Marković (SRB) |

| 2024. december 5. 20:45 | Füchse Berlin | 33–32       | Sporting CP          | Max-Schmeling-Halle, Berlin Nézőszám: 5925 Játékvezetők: Lah, Sok (SLO) |
| 2024. december 5. 20:45 | Freihöfer 10  | (21–19)     | F. Costa, M. Costa 7 | Max-Schmeling-Halle, Berlin Nézőszám: 5925 Játékvezetők: Lah, Sok (SLO) |
| 2024. december 5. 20:45 | 4× 1×         | Jegyzőkönyv | 6× 2×                | Max-Schmeling-Halle, Berlin Nézőszám: 5925 Játékvezetők: Lah, Sok (SLO) |

| 2025. február 13. 18:45 | Füchse Berlin | 36–29       | Fredericia HK | Max-Schmeling-Halle, Berlin Nézőszám: 6306 Játékvezetők: Weijmans, Wolbertus (NED) |
| 2025. február 13. 18:45 | Andersson 12  | (18–14)     | Martinusen 7  | Max-Schmeling-Halle, Berlin Nézőszám: 6306 Játékvezetők: Weijmans, Wolbertus (NED) |
| 2025. február 13. 18:45 | 1× 1×         | Jegyzőkönyv | 5× 1×         | Max-Schmeling-Halle, Berlin Nézőszám: 6306 Játékvezetők: Weijmans, Wolbertus (NED) |

| 2025. február 13. 18:45 | CS Dinamo București | 26–33       | One Veszprém KC | Dinamo Polyvalent Hall, Bukarest Nézőszám: 3500 Játékvezetők: Elíasson, Pálsson (ISL) |
| 2025. február 13. 18:45 | Vujović 5           | (13–18)     | Descat 9        | Dinamo Polyvalent Hall, Bukarest Nézőszám: 3500 Játékvezetők: Elíasson, Pálsson (ISL) |
| 2025. február 13. 18:45 | 2× 1×               | Jegyzőkönyv | 2× 1×           | Dinamo Polyvalent Hall, Bukarest Nézőszám: 3500 Játékvezetők: Elíasson, Pálsson (ISL) |

| 2025. február 13. 20:45 | Paris Saint-Germain | 28–31       | Wisła Płock | Halle Georges Carpentier, Párizs Nézőszám: 2943 Játékvezetők: Brkic, Jusufhodzic (AUT) |
| 2025. február 13. 20:45 | Steins 7            | (15–14)     | Piroch 10   | Halle Georges Carpentier, Párizs Nézőszám: 2943 Játékvezetők: Brkic, Jusufhodzic (AUT) |
| 2025. február 13. 20:45 | 4×                  | Jegyzőkönyv | 5× 1×       | Halle Georges Carpentier, Párizs Nézőszám: 2943 Játékvezetők: Brkic, Jusufhodzic (AUT) |

| 2025. február 13. 20:45 | Sporting CP | 30–24       | RK Eurofarm Pelister | Pavilhão João Rocha, Lisszabon Nézőszám: 2018 Játékvezetők: Boričić, Marković (SRB) |
| 2025. február 13. 20:45 | Salvador 8  | (14–13)     | Kuzmanovszki 6       | Pavilhão João Rocha, Lisszabon Nézőszám: 2018 Játékvezetők: Boričić, Marković (SRB) |
| 2025. február 13. 20:45 | 3× 1×       | Jegyzőkönyv | 5×                   | Pavilhão João Rocha, Lisszabon Nézőszám: 2018 Játékvezetők: Boričić, Marković (SRB) |

| 2025. február 19. 18:45 | Fredericia HK       | 32–38       | Paris Saint-Germain | Arena Fyn, Odense Nézőszám: 2350 Játékvezetők: Sekulić, Jovandić (SRB) |
| 2025. február 19. 18:45 | Bisgaard, Taboada 6 | (17–16)     | Syprzak 10          | Arena Fyn, Odense Nézőszám: 2350 Játékvezetők: Sekulić, Jovandić (SRB) |
| 2025. február 19. 18:45 | 4× 1×               | Jegyzőkönyv | 4×                  | Arena Fyn, Odense Nézőszám: 2350 Játékvezetők: Sekulić, Jovandić (SRB) |

| 2025. február 20. 18:45 | Wisła Płock | 32–27       | Füchse Berlin | Orlen Arena, Płock Nézőszám: 4801 Játékvezetők: Álvarez, Bustamante (ESP) |
| 2025. február 20. 18:45 | Piroch 10   | (19–11)     | Marsenić 5    | Orlen Arena, Płock Nézőszám: 4801 Játékvezetők: Álvarez, Bustamante (ESP) |
| 2025. február 20. 18:45 | 3× 1×       | Jegyzőkönyv | 2×            | Orlen Arena, Płock Nézőszám: 4801 Játékvezetők: Álvarez, Bustamante (ESP) |

| 2025. február 20. 18:45 | One Veszprém KC | 33–32       | Sporting CP | Veszprém Aréna, Veszprém Nézőszám: 5022 Játékvezetők: Hansen, Madsen (DEN) |
| 2025. február 20. 18:45 | Descat 8        | (16–17)     | Costa 8     | Veszprém Aréna, Veszprém Nézőszám: 5022 Játékvezetők: Hansen, Madsen (DEN) |
| 2025. február 20. 18:45 | 6× 1×           | Jegyzőkönyv | 4× 1×       | Veszprém Aréna, Veszprém Nézőszám: 5022 Játékvezetők: Hansen, Madsen (DEN) |

| 2025. február 20. 20:45 | RK Eurofarm Pelister | 25–24       | CS Dinamo București | Szportszka szala Boro Csurlevszki, Bitola Nézőszám: 3000 Játékvezetők: Marín, García (ESP) |
| 2025. február 20. 20:45 | Tajnik 6             | (12–13)     | Kašpárek 5          | Szportszka szala Boro Csurlevszki, Bitola Nézőszám: 3000 Játékvezetők: Marín, García (ESP) |
| 2025. február 20. 20:45 | 2×                   | Jegyzőkönyv | 5× 1×               | Szportszka szala Boro Csurlevszki, Bitola Nézőszám: 3000 Játékvezetők: Marín, García (ESP) |

| 2025. február 26. 18:45 | CS Dinamo București | 26–27       | Wisła Płock | Dinamo Polyvalent Hall, Bukarest Nézőszám: 3000 Játékvezetők: Lah, Sok (SLO) |
| 2025. február 26. 18:45 | Akimenko 6          | (14–14)     | Krajewski 7 | Dinamo Polyvalent Hall, Bukarest Nézőszám: 3000 Játékvezetők: Lah, Sok (SLO) |
| 2025. február 26. 18:45 | 3× 1×               | Jegyzőkönyv | 5×          | Dinamo Polyvalent Hall, Bukarest Nézőszám: 3000 Játékvezetők: Lah, Sok (SLO) |

| 2025. február 26. 20:45 | Sporting CP | 32–29       | Fredericia HK | Pavilhão João Rocha, Lisszabon Nézőszám: 2006 Játékvezetők: Kull, Tint (EST) |
| 2025. február 26. 20:45 | M. Costa 7  | (15–16)     | Bisgaard 10   | Pavilhão João Rocha, Lisszabon Nézőszám: 2006 Játékvezetők: Kull, Tint (EST) |
| 2025. február 26. 20:45 | 3× 1×       | Jegyzőkönyv | 4×            | Pavilhão João Rocha, Lisszabon Nézőszám: 2006 Játékvezetők: Kull, Tint (EST) |

| 2025. február 27. 20:45 | Paris Saint-Germain | 33–37       | One Veszprém KC | Halle Georges Carpentier, Párizs Nézőszám: 3283 Játékvezetők: Konjičanin, Konjičanin (BIH) |
| 2025. február 27. 20:45 | Syprzak 6           | (18–23)     | Marguč 6        | Halle Georges Carpentier, Párizs Nézőszám: 3283 Játékvezetők: Konjičanin, Konjičanin (BIH) |
| 2025. február 27. 20:45 | 2×                  | Jegyzőkönyv | 3×              | Halle Georges Carpentier, Párizs Nézőszám: 3283 Játékvezetők: Konjičanin, Konjičanin (BIH) |

| 2025. február 27. 20:45 | Füchse Berlin      | 39–29       | RK Eurofarm Pelister | Max-Schmeling-Halle, Berlin Nézőszám: 5925 Játékvezetők: Jørum, Kleven (NOR) |
| 2025. február 27. 20:45 | Gidsel, Langhoff 9 | (15–12)     | Kuzmanovszki 7       | Max-Schmeling-Halle, Berlin Nézőszám: 5925 Játékvezetők: Jørum, Kleven (NOR) |
| 2025. február 27. 20:45 | 2×                 | Jegyzőkönyv | 2× 1×                | Max-Schmeling-Halle, Berlin Nézőszám: 5925 Játékvezetők: Jørum, Kleven (NOR) |

| 2025. március 6. 18:45 | One Veszprém KC | 32–33       | Füchse Berlin | Veszprém Aréna, Veszprém Nézőszám: 5340 Játékvezetők: Boričić, Marković (SRB) |
| 2025. március 6. 18:45 | Marguč 5        | (16–17)     | Andersson 8   | Veszprém Aréna, Veszprém Nézőszám: 5340 Játékvezetők: Boričić, Marković (SRB) |
| 2025. március 6. 18:45 | 4×              | Jegyzőkönyv | 7×            | Veszprém Aréna, Veszprém Nézőszám: 5340 Játékvezetők: Boričić, Marković (SRB) |

| 2025. március 6. 18:45 | Fredericia HK | 32–37       | CS Dinamo București | Arena Fyn, Odense Nézőszám: 1980 Játékvezetők: Erdoğan, Özdeniz (TUR) |
| 2025. március 6. 18:45 | Martinusen 6  | (14–16)     | öt játékos 5        | Arena Fyn, Odense Nézőszám: 1980 Játékvezetők: Erdoğan, Özdeniz (TUR) |
| 2025. március 6. 18:45 |               | Jegyzőkönyv | 3×                  | Arena Fyn, Odense Nézőszám: 1980 Játékvezetők: Erdoğan, Özdeniz (TUR) |

| 2025. március 6. 20:45 | Wisła Płock | 29–29       | Sporting CP | Orlen Arena, Płock Nézőszám: 4605 Játékvezetők: Elíasson, Pálsson (ISL) |
| 2025. március 6. 20:45 | Zarabec 9   | (17–15)     | M. Costa 10 | Orlen Arena, Płock Nézőszám: 4605 Játékvezetők: Elíasson, Pálsson (ISL) |
| 2025. március 6. 20:45 | 2× 1×       | Jegyzőkönyv | 2× 2× 1×    | Orlen Arena, Płock Nézőszám: 4605 Játékvezetők: Elíasson, Pálsson (ISL) |

| 2025. március 6. 20:45 | RK Eurofarm Pelister | 26–35       | Paris Saint-Germain | Szportszka szala Boro Csurlevszki, Bitola Nézőszám: 3000 Játékvezetők: Horáček, Novotný (CZE) |
| 2025. március 6. 20:45 | Kuzmanovszki 8       | (13–18)     | Prandi 8            | Szportszka szala Boro Csurlevszki, Bitola Nézőszám: 3000 Játékvezetők: Horáček, Novotný (CZE) |
| 2025. március 6. 20:45 | 3×                   | Jegyzőkönyv | 3×                  | Szportszka szala Boro Csurlevszki, Bitola Nézőszám: 3000 Játékvezetők: Horáček, Novotný (CZE) |

### B csoport
| #  | Csapat                 | M  | Gy | D | V  | G+  | G–  | Gk  | P  |
| -- | ---------------------- | -- | -- | - | -- | --- | --- | --- | -- |
| 1. | FC Barcelona           | 14 | 10 | 2 | 2  | 454 | 409 | +45 | 22 |
| 2. | Aalborg                | 14 | 8  | 2 | 4  | 434 | 421 | +13 | 18 |
| 3. | HBC Nantes             | 14 | 7  | 3 | 4  | 426 | 407 | +19 | 17 |
| 4. | SC Magdeburg           | 14 | 6  | 1 | 7  | 404 | 389 | +15 | 13 |
| 5. | OTP Bank - Pick Szeged | 14 | 6  | 1 | 7  | 421 | 422 | –1  | 13 |
| 6. | Vive Kielce            | 14 | 5  | 1 | 8  | 389 | 411 | –22 | 11 |
| 7. | Kolstad Håndball       | 14 | 5  | 1 | 8  | 400 | 434 | –34 | 11 |
| 8. | RK Zagreb              | 14 | 3  | 1 | 10 | 373 | 408 | –35 | 7  |

| 2024. szeptember 11. 18:45 | Aalborg      | 38–31       | HBC Nantes | Gigantium, Aalborg Nézőszám: 5133 Játékvezetők: Elíasson, Pálsson (ISL) |
| 2024. szeptember 11. 18:45 | Arnoldsen 11 | (16–17)     | Rivera 7   | Gigantium, Aalborg Nézőszám: 5133 Játékvezetők: Elíasson, Pálsson (ISL) |
| 2024. szeptember 11. 18:45 | 3× 1×        | Jegyzőkönyv | 4× 1×      | Gigantium, Aalborg Nézőszám: 5133 Játékvezetők: Elíasson, Pálsson (ISL) |

| 2024. szeptember 11. 18:45 | Kolstad Håndball   | 30–35       | FC Barcelona | Trondheim Spektrum, Trondheim Nézőszám: 7842 Játékvezetők: Boričić, Marković (SRB) |
| 2024. szeptember 11. 18:45 | Johnsen, Søndenå 6 | (13–20)     | Mem 7        | Trondheim Spektrum, Trondheim Nézőszám: 7842 Játékvezetők: Boričić, Marković (SRB) |
| 2024. szeptember 11. 18:45 | 3× 1×              | Jegyzőkönyv | 3× 1×        | Trondheim Spektrum, Trondheim Nézőszám: 7842 Játékvezetők: Boričić, Marković (SRB) |

| 2024. szeptember 12. 18:45 | OTP Bank - Pick Szeged | 31–29       | SC Magdeburg       | Pick Aréna, Szeged Nézőszám: 5306 Játékvezetők: Lah, Sok (SLO) |
| 2024. szeptember 12. 18:45 | Šoštarič 7             | (17–18)     | Magnússon, Weber 5 | Pick Aréna, Szeged Nézőszám: 5306 Játékvezetők: Lah, Sok (SLO) |
| 2024. szeptember 12. 18:45 | 3× 1×                  | Jegyzőkönyv | 1×                 | Pick Aréna, Szeged Nézőszám: 5306 Játékvezetők: Lah, Sok (SLO) |

| 2024. szeptember 12. 20:45 | Vive Kielce | 30–23       | RK Zagreb      | Hala Legionów, Kielce Nézőszám: 4050 Játékvezetők: Gasmi, Gasmi (FRA) |
| 2024. szeptember 12. 20:45 | Karačić 5   | (13–13)     | Klarica, Kos 5 | Hala Legionów, Kielce Nézőszám: 4050 Játékvezetők: Gasmi, Gasmi (FRA) |
| 2024. szeptember 12. 20:45 | 4× 2×       | Jegyzőkönyv | 4×             | Hala Legionów, Kielce Nézőszám: 4050 Játékvezetők: Gasmi, Gasmi (FRA) |

| 2024. szeptember 18. 18:45 | RK Zagreb | 31–23       | Aalborg            | Zágráb Aréna, Zágráb Nézőszám: 5390 Játékvezetők: Horáček, Novotný (CZE) |
| 2024. szeptember 18. 18:45 | Klarica 7 | (13–9)      | Bjørnsen, Möller 5 | Zágráb Aréna, Zágráb Nézőszám: 5390 Játékvezetők: Horáček, Novotný (CZE) |
| 2024. szeptember 18. 18:45 | 3×        | Jegyzőkönyv | 2×                 | Zágráb Aréna, Zágráb Nézőszám: 5390 Játékvezetők: Horáček, Novotný (CZE) |

| 2024. szeptember 18. 20:45 | HBC Nantes | 23–20       | Vive Kielce | H Arena, Nantes Nézőszám: 5902 Játékvezetők: Covalciuc, Covalciuc (MDA) |
| 2024. szeptember 18. 20:45 | Rivera 8   | (13–10)     | Karačić 5   | H Arena, Nantes Nézőszám: 5902 Játékvezetők: Covalciuc, Covalciuc (MDA) |
| 2024. szeptember 18. 20:45 | 4×         | Jegyzőkönyv | 4×          | H Arena, Nantes Nézőszám: 5902 Játékvezetők: Covalciuc, Covalciuc (MDA) |

| 2024. szeptember 19. 20:45 | SC Magdeburg | 33–25       | Kolstad Håndball  | GETEC Arena, Magdeburg Nézőszám: 5337 Játékvezetők: Martins, Martins (POR) |
| 2024. szeptember 19. 20:45 | Lagergren 8  | (18–9)      | Lyse, Óskarsson 5 | GETEC Arena, Magdeburg Nézőszám: 5337 Játékvezetők: Martins, Martins (POR) |
| 2024. szeptember 19. 20:45 | 5×           | Jegyzőkönyv | 2×                | GETEC Arena, Magdeburg Nézőszám: 5337 Játékvezetők: Martins, Martins (POR) |

| 2024. szeptember 19. 20:45 | FC Barcelona | 31–30       | OTP Bank - Pick Szeged | Palau Blaugrana, Barcelona Nézőszám: 1351 Játékvezetők: Merz, Kuttler (GER) |
| 2024. szeptember 19. 20:45 | Gómez 5      | (20–12)     | Šoštarič 8             | Palau Blaugrana, Barcelona Nézőszám: 1351 Játékvezetők: Merz, Kuttler (GER) |
| 2024. szeptember 19. 20:45 | 4× 1×        | Jegyzőkönyv | 5×                     | Palau Blaugrana, Barcelona Nézőszám: 1351 Játékvezetők: Merz, Kuttler (GER) |

| 2024. szeptember 25. 18:45 | Aalborg             | 33–33       | SC Magdeburg   | Gigantium, Aalborg Nézőszám: 5500 Játékvezetők: Boričić, Marković (SRB) |
| 2024. szeptember 25. 18:45 | Nilsson, Wiesmach 7 | (17–13)     | Kristjánsson 7 | Gigantium, Aalborg Nézőszám: 5500 Játékvezetők: Boričić, Marković (SRB) |
| 2024. szeptember 25. 18:45 | 7×                  | Jegyzőkönyv | 7× 1×          | Gigantium, Aalborg Nézőszám: 5500 Játékvezetők: Boričić, Marković (SRB) |

| 2024. szeptember 25. 18:45 | Kolstad Håndball | 29–25       | RK Zagreb | Trondheim Spektrum, Trondheim Nézőszám: 4615 Játékvezetők: Bíró, Kiss (HUN) |
| 2024. szeptember 25. 18:45 | Guðjónsson 11    | (13–13)     | Klarica 8 | Trondheim Spektrum, Trondheim Nézőszám: 4615 Játékvezetők: Bíró, Kiss (HUN) |
| 2024. szeptember 25. 18:45 | 2×               | Jegyzőkönyv | 3×        | Trondheim Spektrum, Trondheim Nézőszám: 4615 Játékvezetők: Bíró, Kiss (HUN) |

| 2024. szeptember 25. 20:45 | Vive Kielce  | 28–32       | FC Barcelona | Hala Legionów, Kielce Nézőszám: 4200 Játékvezetők: Lah, Sok (SLO) |
| 2024. szeptember 25. 20:45 | Olejniczak 6 | (13–17)     | Richardson 8 | Hala Legionów, Kielce Nézőszám: 4200 Játékvezetők: Lah, Sok (SLO) |
| 2024. szeptember 25. 20:45 | 3× 1×        | Jegyzőkönyv | 2×           | Hala Legionów, Kielce Nézőszám: 4200 Játékvezetők: Lah, Sok (SLO) |

| 2024. szeptember 26. 18:45 | OTP Bank - Pick Szeged | 33–32       | HBC Nantes | Pick Aréna, Szeged Nézőszám: 5112 Játékvezetők: Martins, Martins (POR) |
| 2024. szeptember 26. 18:45 | Šoštarič 7             | (16–14)     | Rivera 9   | Pick Aréna, Szeged Nézőszám: 5112 Játékvezetők: Martins, Martins (POR) |
| 2024. szeptember 26. 18:45 | 2×                     | Jegyzőkönyv | 7×         | Pick Aréna, Szeged Nézőszám: 5112 Játékvezetők: Martins, Martins (POR) |

| 2024. október 9. 18:45 | RK Zagreb | 30–35       | OTP Bank - Pick Szeged | Zágráb Aréna, Zágráb Nézőszám: 8211 Játékvezetők: Hansen, Madsen (DEN) |
| 2024. október 9. 18:45 | Klarica 7 | (12–19)     | Šoštarič 10            | Zágráb Aréna, Zágráb Nézőszám: 8211 Játékvezetők: Hansen, Madsen (DEN) |
| 2024. október 9. 18:45 | 3×        | Jegyzőkönyv |                        | Zágráb Aréna, Zágráb Nézőszám: 8211 Játékvezetők: Hansen, Madsen (DEN) |

| 2024. október 10. 20:45 | SC Magdeburg | 26–27       | Vive Kielce     | GETEC Arena, Magdeburg Nézőszám: 6200 Játékvezetők: Marín, García (ESP) |
| 2024. október 10. 20:45 | Magnússon 7  | (15–19)     | D. Dujshebaev 4 | GETEC Arena, Magdeburg Nézőszám: 6200 Játékvezetők: Marín, García (ESP) |
| 2024. október 10. 20:45 | 1× 1×        | Jegyzőkönyv | 4× 1×           | GETEC Arena, Magdeburg Nézőszám: 6200 Játékvezetők: Marín, García (ESP) |

| 2024. október 10. 20:45 | FC Barcelona    | 35–27       | Aalborg | Palau Blaugrana, Barcelona Nézőszám: 2112 Játékvezetők: Mitrevski, Todorovski (MKD) |
| 2024. október 10. 20:45 | három játékos 5 | (16–13)     | Munk 8  | Palau Blaugrana, Barcelona Nézőszám: 2112 Játékvezetők: Mitrevski, Todorovski (MKD) |
| 2024. október 10. 20:45 | 4×              | Jegyzőkönyv | 2× 1×   | Palau Blaugrana, Barcelona Nézőszám: 2112 Játékvezetők: Mitrevski, Todorovski (MKD) |

| 2024. október 10. 20:45 | HBC Nantes         | 44–27       | Kolstad Håndball | H Arena, Nantes Nézőszám: 5902 Játékvezetők: Nikolov, Nachevski (MKD) |
| 2024. október 10. 20:45 | Minne, Odriozola 6 | (26–11)     | Aalberg 8        | H Arena, Nantes Nézőszám: 5902 Játékvezetők: Nikolov, Nachevski (MKD) |
| 2024. október 10. 20:45 | 4× 1×              | Jegyzőkönyv | 4×               | H Arena, Nantes Nézőszám: 5902 Játékvezetők: Nikolov, Nachevski (MKD) |

| 2024. október 16. 18:45 | Aalborg        | 29–28       | OTP Bank - Pick Szeged | Gigantium, Aalborg Nézőszám: 5348 Játékvezetők: Kurtagic, Wetterwik (SWE) |
| 2024. október 16. 18:45 | Thurin, Juul 5 | (16–15)     | Bodó 6                 | Gigantium, Aalborg Nézőszám: 5348 Játékvezetők: Kurtagic, Wetterwik (SWE) |
| 2024. október 16. 18:45 | 1×             | Jegyzőkönyv | 2×                     | Gigantium, Aalborg Nézőszám: 5348 Játékvezetők: Kurtagic, Wetterwik (SWE) |

| 2024. október 16. 18:45 | RK Zagreb | 29–31       | FC Barcelona | Zágráb Aréna, Zágráb Nézőszám: 11732 Játékvezetők: Erdoğan, Özdeniz (TUR) |
| 2024. október 16. 18:45 | Glavaš 9  | (14–19)     | Mem 6        | Zágráb Aréna, Zágráb Nézőszám: 11732 Játékvezetők: Erdoğan, Özdeniz (TUR) |
| 2024. október 16. 18:45 | 1× 1×     | Jegyzőkönyv | 2×           | Zágráb Aréna, Zágráb Nézőszám: 11732 Játékvezetők: Erdoğan, Özdeniz (TUR) |

| 2024. október 16. 20:45 | SC Magdeburg | 28–32       | HBC Nantes | GETEC Arena, Magdeburg Nézőszám: 5301 Játékvezetők: Bíró, Kiss (HUN) |
| 2024. október 16. 20:45 | Magnússon 7  | (16–15)     | Minne 10   | GETEC Arena, Magdeburg Nézőszám: 5301 Játékvezetők: Bíró, Kiss (HUN) |
| 2024. október 16. 20:45 | 1×           | Jegyzőkönyv | 3×         | GETEC Arena, Magdeburg Nézőszám: 5301 Játékvezetők: Bíró, Kiss (HUN) |

| 2024. október 17. 18:45 | Kolstad Håndball | 32–33       | Vive Kielce    | Trondheim Spektrum, Trondheim Nézőszám: 4852 Játékvezetők: Schulze, Tönnies (GER) |
| 2024. október 17. 18:45 | Jeppsson, Lyse 8 | (17–17)     | Moryto, Nahi 8 | Trondheim Spektrum, Trondheim Nézőszám: 4852 Játékvezetők: Schulze, Tönnies (GER) |
| 2024. október 17. 18:45 | 3×               | Jegyzőkönyv | 2×             | Trondheim Spektrum, Trondheim Nézőszám: 4852 Játékvezetők: Schulze, Tönnies (GER) |

| 2024. október 23. 20:45 | Vive Kielce       | 28–35       | Aalborg     | Hala Legionów, Kielce Nézőszám: 4200 Játékvezetők: Martins, Martins (POR) |
| 2024. október 23. 20:45 | Maqueda, Moryto 5 | (12–18)     | Arnoldsen 9 | Hala Legionów, Kielce Nézőszám: 4200 Játékvezetők: Martins, Martins (POR) |
| 2024. október 23. 20:45 | 5× 1×             | Jegyzőkönyv | 2× 1×       | Hala Legionów, Kielce Nézőszám: 4200 Játékvezetők: Martins, Martins (POR) |

| 2024. október 23. 20:45 | HBC Nantes | 32–29       | RK Zagreb  | H Arena, Nantes Nézőszám: 5902 Játékvezetők: Caçador, Nicolau (POR) |
| 2024. október 23. 20:45 | Bos 7      | (15–15)     | Pavlović 7 | H Arena, Nantes Nézőszám: 5902 Játékvezetők: Caçador, Nicolau (POR) |
| 2024. október 23. 20:45 | 2× 1×      | Jegyzőkönyv | 5× 1×      | H Arena, Nantes Nézőszám: 5902 Játékvezetők: Caçador, Nicolau (POR) |

| 2024. október 24. 18:45 | OTP Bank - Pick Szeged | 27–29       | Kolstad Håndball | Pick Aréna, Szeged Nézőszám: 4870 Játékvezetők: Pavićević, Ražnatović (MNE) |
| 2024. október 24. 18:45 | Šoštarič, Garciandia 9 | (11–12)     | Aalberg 7        | Pick Aréna, Szeged Nézőszám: 4870 Játékvezetők: Pavićević, Ražnatović (MNE) |
| 2024. október 24. 18:45 | 1× 1×                  | Jegyzőkönyv | 1×               | Pick Aréna, Szeged Nézőszám: 4870 Játékvezetők: Pavićević, Ražnatović (MNE) |

| 2024. október 24. 20:45 | FC Barcelona | 32–26       | SC Magdeburg | Palau Blaugrana, Barcelona Nézőszám: 3552 Játékvezetők: Gasmi, Gasmi (FRA) |
| 2024. október 24. 20:45 | Gómez 8      | (16–11)     | Zehnder 6    | Palau Blaugrana, Barcelona Nézőszám: 3552 Játékvezetők: Gasmi, Gasmi (FRA) |
| 2024. október 24. 20:45 | 4× 1×        | Jegyzőkönyv | 4×           | Palau Blaugrana, Barcelona Nézőszám: 3552 Játékvezetők: Gasmi, Gasmi (FRA) |

| 2024. október 30. 18:45 | SC Magdeburg | 36–24       | RK Zagreb | GETEC Arena, Magdeburg Nézőszám: 6479 Játékvezetők: Covalciuc, Covalciuc (MDA) |
| 2024. október 30. 18:45 | Persson 7    | (16–12)     | Glavaš 6  | GETEC Arena, Magdeburg Nézőszám: 6479 Játékvezetők: Covalciuc, Covalciuc (MDA) |
| 2024. október 30. 18:45 | 3× 1×        | Jegyzőkönyv | 5× 1×     | GETEC Arena, Magdeburg Nézőszám: 6479 Játékvezetők: Covalciuc, Covalciuc (MDA) |

| 2024. október 30. 18:45 | OTP Bank - Pick Szeged | 28–27       | Vive Kielce | Pick Aréna, Szeged Nézőszám: 6237 Játékvezetők: Nikolov, Nachevski (MKD) |
| 2024. október 30. 18:45 | három játékos 5        | (15–13)     | Nahi 7      | Pick Aréna, Szeged Nézőszám: 6237 Játékvezetők: Nikolov, Nachevski (MKD) |
| 2024. október 30. 18:45 | 2×                     | Jegyzőkönyv | 3× 1×       | Pick Aréna, Szeged Nézőszám: 6237 Játékvezetők: Nikolov, Nachevski (MKD) |

| 2024. október 30. 18:45 | Kolstad Håndball | 25–24       | Aalborg     | Trondheim Spektrum, Trondheim Nézőszám: 6012 Játékvezetők: Lah, Sok (SLO) |
| 2024. október 30. 18:45 | Guðjónsson 5     | (12–11)     | Arnoldsen 7 | Trondheim Spektrum, Trondheim Nézőszám: 6012 Játékvezetők: Lah, Sok (SLO) |
| 2024. október 30. 18:45 | 3×               | Jegyzőkönyv | 2×          | Trondheim Spektrum, Trondheim Nézőszám: 6012 Játékvezetők: Lah, Sok (SLO) |

| 2024. október 31. 20:45 | HBC Nantes | 31–31       | FC Barcelona | H Arena, Nantes Nézőszám: 5902 Játékvezetők: Konjičanin, Konjičanin (BIH) |
| 2024. október 31. 20:45 | Minne 7    | (14–17)     | Mem 9        | H Arena, Nantes Nézőszám: 5902 Játékvezetők: Konjičanin, Konjičanin (BIH) |
| 2024. október 31. 20:45 | 5×         | Jegyzőkönyv | 2×           | H Arena, Nantes Nézőszám: 5902 Játékvezetők: Konjičanin, Konjičanin (BIH) |

| 2024. november 20. 18:45 | Aalborg | 30–28       | Kolstad Håndball | Gigantium, Aalborg Nézőszám: 5237 Játékvezetők: Caçador, Nicolau (POR) |
| 2024. november 20. 18:45 | Juul 7  | (13–14)     | Søndenå 8        | Gigantium, Aalborg Nézőszám: 5237 Játékvezetők: Caçador, Nicolau (POR) |
| 2024. november 20. 18:45 | 3×      | Jegyzőkönyv | 3×               | Gigantium, Aalborg Nézőszám: 5237 Játékvezetők: Caçador, Nicolau (POR) |

| 2024. november 20. 18:45 | RK Zagreb | 22–18       | SC Magdeburg    | Zágráb Aréna, Zágráb Nézőszám: 6107 Játékvezetők: Konjičanin, Konjičanin (BIH) |
| 2024. november 20. 18:45 | Klarica 7 | (11–7)      | három játékos 4 | Zágráb Aréna, Zágráb Nézőszám: 6107 Játékvezetők: Konjičanin, Konjičanin (BIH) |
| 2024. november 20. 18:45 | 5× 2×     | Jegyzőkönyv | 4×              | Zágráb Aréna, Zágráb Nézőszám: 6107 Játékvezetők: Konjičanin, Konjičanin (BIH) |

| 2024. november 21. 20:45 | FC Barcelona | 36–30       | HBC Nantes | Palau Blaugrana, Barcelona Nézőszám: 2268 Játékvezetők: Horváth, Marton (HUN) |
| 2024. november 21. 20:45 | N'Guessan 8  | (19–14)     | Bos 8      | Palau Blaugrana, Barcelona Nézőszám: 2268 Játékvezetők: Horváth, Marton (HUN) |
| 2024. november 21. 20:45 | 4× 1×        | Jegyzőkönyv | 3×         | Palau Blaugrana, Barcelona Nézőszám: 2268 Játékvezetők: Horváth, Marton (HUN) |

| 2024. november 21. 20:45 | Vive Kielce | 31–35       | OTP Bank - Pick Szeged | Hala Legionów, Kielce Nézőszám: 4200 Játékvezetők: Boričić, Marković (SRB) |
| 2024. november 21. 20:45 | Moryto 7    | (19–17)     | Šoštarič 6             | Hala Legionów, Kielce Nézőszám: 4200 Játékvezetők: Boričić, Marković (SRB) |
| 2024. november 21. 20:45 | 5× 1×       | Jegyzőkönyv | 4×                     | Hala Legionów, Kielce Nézőszám: 4200 Játékvezetők: Boričić, Marković (SRB) |

| 2024. november 27. 18:45 | Aalborg        | 34–26       | Vive Kielce  | Gigantium, Aalborg Nézőszám: 5455 Játékvezetők: Pavićević, Ražnatović (MNE) |
| 2024. november 27. 18:45 | Thurin, Vlah 6 | (20–13)     | öt játékos 3 | Gigantium, Aalborg Nézőszám: 5455 Játékvezetők: Pavićević, Ražnatović (MNE) |
| 2024. november 27. 18:45 | 2×             | Jegyzőkönyv | 4×           | Gigantium, Aalborg Nézőszám: 5455 Játékvezetők: Pavićević, Ražnatović (MNE) |

| 2024. november 27. 18:45 | Kolstad Håndball | 33–36       | OTP Bank - Pick Szeged | Trondheim Spektrum, Trondheim Nézőszám: 6087 Játékvezetők: Elíasson, Pálsson (ISL) |
| 2024. november 27. 18:45 | három játékos 6  | (16–17)     | Šoštarič 7             | Trondheim Spektrum, Trondheim Nézőszám: 6087 Játékvezetők: Elíasson, Pálsson (ISL) |
| 2024. november 27. 18:45 | 2× 1×            | Jegyzőkönyv | 3× 1×                  | Trondheim Spektrum, Trondheim Nézőszám: 6087 Játékvezetők: Elíasson, Pálsson (ISL) |

| 2024. november 27. 20:45 | SC Magdeburg | 28–23       | FC Barcelona    | GETEC Arena, Magdeburg Nézőszám: 6486 Játékvezetők: Horáček, Novotný (CZE) |
| 2024. november 27. 20:45 | Magnússon 8  | (14–13)     | három játékos 4 | GETEC Arena, Magdeburg Nézőszám: 6486 Játékvezetők: Horáček, Novotný (CZE) |
| 2024. november 27. 20:45 | 1× 1×        | Jegyzőkönyv | 3×              | GETEC Arena, Magdeburg Nézőszám: 6486 Játékvezetők: Horáček, Novotný (CZE) |

| 2024. november 27. 20:45 | RK Zagreb | 22–25       | HBC Nantes | Zágráb Aréna, Zágráb Nézőszám: 4705 Játékvezetők: Kurtagic, Wetterwik (SWE) |
| 2024. november 27. 20:45 | Walczak 6 | (12–13)     | Tournat 7  | Zágráb Aréna, Zágráb Nézőszám: 4705 Játékvezetők: Kurtagic, Wetterwik (SWE) |
| 2024. november 27. 20:45 | 4× 1×     | Jegyzőkönyv | 3×         | Zágráb Aréna, Zágráb Nézőszám: 4705 Játékvezetők: Kurtagic, Wetterwik (SWE) |

| 2024. december 4. 18:45 | Vive Kielce             | 31–30       | Kolstad Håndball | Hala Legionów, Kielce Nézőszám: 4050 Játékvezetők: Konjičanin, Konjičanin (BIH) |
| 2024. december 4. 18:45 | A. Dujsebajev, Moryto 6 | (15–13)     | Sagosen 6        | Hala Legionów, Kielce Nézőszám: 4050 Játékvezetők: Konjičanin, Konjičanin (BIH) |
| 2024. december 4. 18:45 | 3×                      | Jegyzőkönyv | 2× 1×            | Hala Legionów, Kielce Nézőszám: 4050 Játékvezetők: Konjičanin, Konjičanin (BIH) |

| 2024. december 4. 20:45 | HBC Nantes   | 29–28       | SC Magdeburg          | Hall XXL Nantes, Nantes Nézőszám: 10356 Játékvezetők: Hansen, Madsen (DEN) |
| 2024. december 4. 20:45 | öt játékos 5 | (11–15)     | Pettersson, Zehnder 6 | Hall XXL Nantes, Nantes Nézőszám: 10356 Játékvezetők: Hansen, Madsen (DEN) |
| 2024. december 4. 20:45 | 4×           | Jegyzőkönyv | 2×                    | Hall XXL Nantes, Nantes Nézőszám: 10356 Játékvezetők: Hansen, Madsen (DEN) |

| 2024. december 5. 18:45 | OTP Bank - Pick Szeged | 30–32       | Aalborg     | Pick Aréna, Szeged Nézőszám: 7050 Játékvezetők: Marín, García (ESP) |
| 2024. december 5. 18:45 | Šoštarič 12            | (17–16)     | Arnoldsen 8 | Pick Aréna, Szeged Nézőszám: 7050 Játékvezetők: Marín, García (ESP) |
| 2024. december 5. 18:45 | 4× 2×                  | Jegyzőkönyv | 4×          | Pick Aréna, Szeged Nézőszám: 7050 Játékvezetők: Marín, García (ESP) |

| 2024. december 5. 20:45 | FC Barcelona  | 38–30       | RK Zagreb  | Palau Blaugrana, Barcelona Nézőszám: 2981 Játékvezetők: Sekulić, Jovandić (SRB) |
| 2024. december 5. 20:45 | Richardson 11 | (23–16)     | Gyibirov 8 | Palau Blaugrana, Barcelona Nézőszám: 2981 Játékvezetők: Sekulić, Jovandić (SRB) |
| 2024. december 5. 20:45 | 4×            | Jegyzőkönyv | 4× 2×      | Palau Blaugrana, Barcelona Nézőszám: 2981 Játékvezetők: Sekulić, Jovandić (SRB) |

| 2025. február 12. 18:45 | Aalborg      | 36–35       | FC Barcelona | Gigantium, Aalborg Nézőszám: 5500 Játékvezetők: Erdoğan, Özdeniz (TUR) |
| 2025. február 12. 18:45 | Arnoldsen 11 | (23–18)     | Mem 9        | Gigantium, Aalborg Nézőszám: 5500 Játékvezetők: Erdoğan, Özdeniz (TUR) |
| 2025. február 12. 18:45 | 2× 1×        | Jegyzőkönyv | 1×           | Gigantium, Aalborg Nézőszám: 5500 Játékvezetők: Erdoğan, Özdeniz (TUR) |

| 2025. február 12. 18:45 | Kolstad Håndball | 29–28       | HBC Nantes | Trondheim Spektrum, Trondheim Nézőszám: 4137 Játékvezetők: Martins, Martins (POR) |
| 2025. február 12. 18:45 | Lyse 7           | (18–11)     | Rivera 7   | Trondheim Spektrum, Trondheim Nézőszám: 4137 Játékvezetők: Martins, Martins (POR) |
| 2025. február 12. 18:45 | 4× 2×            | Jegyzőkönyv | 3× 1×      | Trondheim Spektrum, Trondheim Nézőszám: 4137 Játékvezetők: Martins, Martins (POR) |

| 2025. február 12. 18:45 | OTP Bank - Pick Szeged | 26–27       | RK Zagreb | Pick Aréna, Szeged Nézőszám: 4878 Játékvezetők: Mitrevski, Todorovski (MKD) |
| 2025. február 12. 18:45 | Šoštarič 8             | (13–15)     | Srna 8    | Pick Aréna, Szeged Nézőszám: 4878 Játékvezetők: Mitrevski, Todorovski (MKD) |
| 2025. február 12. 18:45 | 7× 1×                  | Jegyzőkönyv | 6× 2× 1×  | Pick Aréna, Szeged Nézőszám: 4878 Játékvezetők: Mitrevski, Todorovski (MKD) |

| 2025. február 12. 20:45 | Vive Kielce     | 25–29       | SC Magdeburg    | Hala Legionów, Kielce Nézőszám: 4200 Játékvezetők: Horváth, Marton (HUN) |
| 2025. február 12. 20:45 | D. Dujshebaev 6 | (10–16)     | Claar, Musche 7 | Hala Legionów, Kielce Nézőszám: 4200 Játékvezetők: Horváth, Marton (HUN) |
| 2025. február 12. 20:45 | 4× 1× 2×        | Jegyzőkönyv | 5× 1×           | Hala Legionów, Kielce Nézőszám: 4200 Játékvezetők: Horváth, Marton (HUN) |

| 2025. február 19. 18:45 | RK Zagreb    | 25–25       | Kolstad Håndball | Zágráb Aréna, Zágráb Nézőszám: 13524 Játékvezetők: Lah, Sok (SLO) |
| 2025. február 19. 18:45 | Bialiauski 8 | (13–16)     | Jeppsson 7       | Zágráb Aréna, Zágráb Nézőszám: 13524 Játékvezetők: Lah, Sok (SLO) |
| 2025. február 19. 18:45 | 2× 2×        | Jegyzőkönyv | 3× 1×            | Zágráb Aréna, Zágráb Nézőszám: 13524 Játékvezetők: Lah, Sok (SLO) |

| 2025. február 19. 20:45 | SC Magdeburg      | 32–31       | Aalborg | GETEC Arena, Magdeburg Nézőszám: 6337 Játékvezetők: Nikolov, Nachevski (MKD) |
| 2025. február 19. 20:45 | Claar, Damgaard 8 | (17–17)     | Juul 8  | GETEC Arena, Magdeburg Nézőszám: 6337 Játékvezetők: Nikolov, Nachevski (MKD) |
| 2025. február 19. 20:45 | 4×                | Jegyzőkönyv | 3×      | GETEC Arena, Magdeburg Nézőszám: 6337 Játékvezetők: Nikolov, Nachevski (MKD) |

| 2025. február 19. 20:45 | HBC Nantes | 32–29       | OTP Bank - Pick Szeged | H Arena, Nantes Nézőszám: 5902 Játékvezetők: Horáček, Novotný (CZE) |
| 2025. február 19. 20:45 | Bos 8      | (19–16)     | öt játékos 5           | H Arena, Nantes Nézőszám: 5902 Játékvezetők: Horáček, Novotný (CZE) |
| 2025. február 19. 20:45 | 5×         | Jegyzőkönyv | 3× 1×                  | H Arena, Nantes Nézőszám: 5902 Játékvezetők: Horáček, Novotný (CZE) |

| 2025. február 20. 20:45 | FC Barcelona | 30–28       | Vive Kielce | Palau Blaugrana, Barcelona Nézőszám: 3533 Játékvezetők: Kurtagic, Wetterwik (SWE) |
| 2025. február 20. 20:45 | N'Guessan 6  | (14–13)     | Maqueda 6   | Palau Blaugrana, Barcelona Nézőszám: 3533 Játékvezetők: Kurtagic, Wetterwik (SWE) |
| 2025. február 20. 20:45 | 2×           | Jegyzőkönyv | 3× 1×       | Palau Blaugrana, Barcelona Nézőszám: 3533 Játékvezetők: Kurtagic, Wetterwik (SWE) |

| 2025. február 26. 18:45 | Aalborg        | 33–30       | RK Zagreb | Gigantium, Aalborg Nézőszám: 5445 Játékvezetők: Brkic, Jusufhodzic (AUT) |
| 2025. február 26. 18:45 | négy játékos 5 | (15–17)     | Glavaš 8  | Gigantium, Aalborg Nézőszám: 5445 Játékvezetők: Brkic, Jusufhodzic (AUT) |
| 2025. február 26. 18:45 | 6× 1×          | Jegyzőkönyv | 3× 2×     | Gigantium, Aalborg Nézőszám: 5445 Játékvezetők: Brkic, Jusufhodzic (AUT) |

| 2025. február 26. 20:45 | Vive Kielce | 28–28       | HBC Nantes | Hala Legionów, Kielce Nézőszám: 4200 Játékvezetők: Nikolov, Nachevski (MKD) |
| 2025. február 26. 20:45 | Nahi 7      | (14–12)     | Rivera 6   | Hala Legionów, Kielce Nézőszám: 4200 Játékvezetők: Nikolov, Nachevski (MKD) |
| 2025. február 26. 20:45 | 5×          | Jegyzőkönyv | 6× 1×      | Hala Legionów, Kielce Nézőszám: 4200 Játékvezetők: Nikolov, Nachevski (MKD) |

| 2025. február 27. 18:45 | OTP Bank - Pick Szeged | 29–29       | FC Barcelona | Pick Aréna, Szeged Nézőszám: 7700 Játékvezetők: Covalciuc, Covalciuc (MDA) |
| 2025. február 27. 18:45 | Šoštarič 6             | (17–14)     | Gómez 6      | Pick Aréna, Szeged Nézőszám: 7700 Játékvezetők: Covalciuc, Covalciuc (MDA) |
| 2025. február 27. 18:45 | 1× 1×                  | Jegyzőkönyv | 1×           | Pick Aréna, Szeged Nézőszám: 7700 Játékvezetők: Covalciuc, Covalciuc (MDA) |

| 2025. február 27. 18:45 | Kolstad Håndball | 31–27       | SC Magdeburg | Trondheim Spektrum, Trondheim Nézőszám: 2450 Játékvezetők: Kurtagic, Wetterwik (SWE) |
| 2025. február 27. 18:45 | Jeppsson 11      | (15–14)     | Musche 9     | Trondheim Spektrum, Trondheim Nézőszám: 2450 Játékvezetők: Kurtagic, Wetterwik (SWE) |
| 2025. február 27. 18:45 | 4×               | Jegyzőkönyv | 3× 1×        | Trondheim Spektrum, Trondheim Nézőszám: 2450 Játékvezetők: Kurtagic, Wetterwik (SWE) |

| 2025. március 5. 18:45 | SC Magdeburg | 31–24       | OTP Bank - Pick Szeged | GETEC Arena, Magdeburg Nézőszám: 6293 Játékvezetők: Pavićević, Ražnatović (MNE) |
| 2025. március 5. 18:45 | Musche 9     | (13–13)     | Šoštarič 11            | GETEC Arena, Magdeburg Nézőszám: 6293 Játékvezetők: Pavićević, Ražnatović (MNE) |
| 2025. március 5. 18:45 | 2×           | Jegyzőkönyv | 3×                     | GETEC Arena, Magdeburg Nézőszám: 6293 Játékvezetők: Pavićević, Ražnatović (MNE) |

| 2025. március 5. 18:45 | RK Zagreb         | 26–27       | Vive Kielce    | Zágráb Aréna, Zágráb Nézőszám: 6478 Játékvezetők: Martins, Martins (POR) |
| 2025. március 5. 18:45 | Glavaš, Klarica 5 | (12–15)     | Kaddah, Nahi 5 | Zágráb Aréna, Zágráb Nézőszám: 6478 Játékvezetők: Martins, Martins (POR) |
| 2025. március 5. 18:45 | 6× 1×             | Jegyzőkönyv | 3×             | Zágráb Aréna, Zágráb Nézőszám: 6478 Játékvezetők: Martins, Martins (POR) |

| 2025. március 5. 20:45 | FC Barcelona | 36–27       | Kolstad Håndball | Palau Blaugrana, Barcelona Nézőszám: 1516 Játékvezetők: Mitrevski, Todorovski (MKD) |
| 2025. március 5. 20:45 | Gómez 6      | (18–13)     | Jeppsson 10      | Palau Blaugrana, Barcelona Nézőszám: 1516 Játékvezetők: Mitrevski, Todorovski (MKD) |
| 2025. március 5. 20:45 | 1×           | Jegyzőkönyv | 1×               | Palau Blaugrana, Barcelona Nézőszám: 1516 Játékvezetők: Mitrevski, Todorovski (MKD) |

| 2025. március 5. 20:45 | HBC Nantes      | 29–29       | Aalborg         | H Arena, Nantes Nézőszám: 5902 Játékvezetők: Sekulić, Jovandić (SRB) |
| 2025. március 5. 20:45 | Briet, Rivera 6 | (18–14)     | három játékos 5 | H Arena, Nantes Nézőszám: 5902 Játékvezetők: Sekulić, Jovandić (SRB) |
| 2025. március 5. 20:45 | 4× 1×           | Jegyzőkönyv | 4× 1×           | H Arena, Nantes Nézőszám: 5902 Játékvezetők: Sekulić, Jovandić (SRB) |